# Stefan Jaroszek

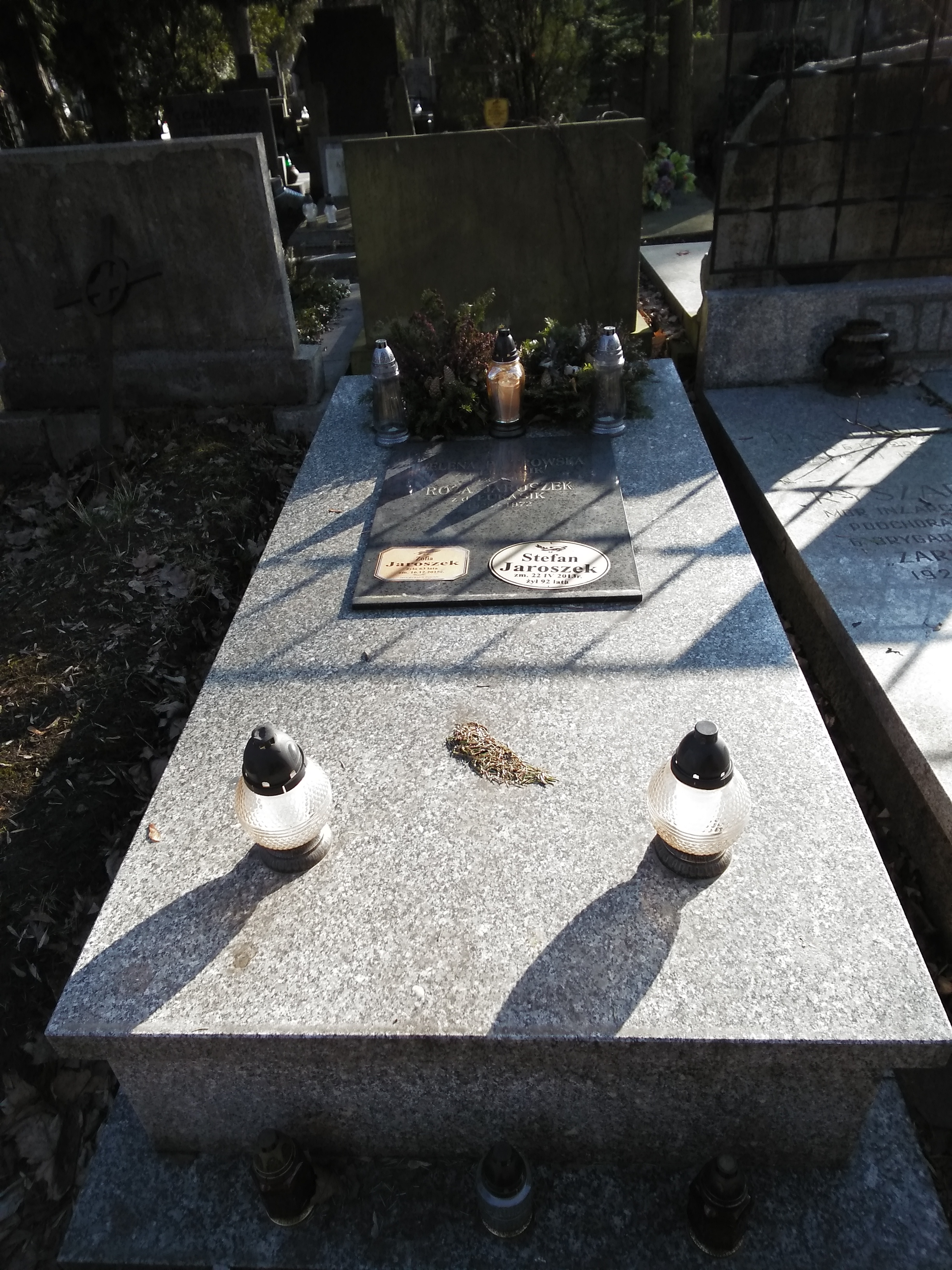
Grób Stefana Jaroszka na cmentarzu Powązkowskim

Stefan Jaroszek (ur. 6 lipca 1920 w miejscowości Jedlnia, zm. 22 kwietnia 2013) − polski polityk, działacz ludowy, poseł na Sejm.

## Życiorys
Podczas II wojny światowej był żołnierzem Batalionów Chłopskich. Po II wojnie światowej był działaczem Stronnictwa Ludowego (m.in. członkiem Zarządu Wojewódzkiego we Wrocławiu, od 1946 do 1949 był członekim Głównej Komisji Rewizyjnej tej partii, a w latach 1948−1949 członkiem Rady Naczelnej), a następnie Zjednoczonego Stronnictwa Ludowego (był w nim m.in. członkiem Naczelnego Komitetu Wykonawczego w latach 1949−1954). W okresie od 4 lutego 1947 do 4 sierpnia 1952 był posłem na Sejm Ustawodawczy z okręgu Wrocław II. W latach 1952−1959 był urzędnikiem Ministerstwa Rolnictwa, a w latach 1959−1979 wicedyrektorem wydawnictwa „Prasa ZSL”. 
29 kwietnia 2013 został pochowany na warszawskich Powązkach (kwatera 101-4-23).